# Scotopteryx insigniata
Scotopteryx insigniata är en fjärilsart som beskrevs av Ludwig Osthelder 1929. Scotopteryx insigniata ingår i släktet backmätare, och familjen mätare. Inga underarter finns listade.